# Atletiek op de Olympische Zomerspelen 2020 – 400 meter horden mannen
De 400 meter horden voor mannen  op de Olympische Zomerspelen 2020 vond plaats op vrijdag 30 juli, zondag 1 en dinsdag 3 augustus 2021 in het  Olympisch Stadion van Tokio. Karsten Warholm uit Noorwegen won goud in een wereldrecordtijd (45,94), voor Rai Benjamin uit de Verenigde Staten en Alison dos Santos uit Brazilië.

## Records
Voorafgaand aan het toernooi waren dit het wereldrecord en het olympisch record.
| Wereldrecord     | Karsten Warholm | 46,70 | Oslo      | 1 juli 2021     |
| Olympisch record | Kevin Young     | 46,78 | Barcelona | 6 augustus 1992 |

## Resultaten
De volgende afkortingen worden gebruikt:
- Q - Gekwalificeerd door eindplaats
- q - Gekwalificeerd door eindtijd
- PB Persoonlijke besttijd
- SB Beste seizoensprestatie van atleet

### Series
De eerste vier van elke serie kwalificeerden zich direct voor de halve finales (Q). Van de overgebleven atleten kwalificeerden de vier tijdsnelsten zich ook voor de halve finales (q).

#### Serie 1
| Rang | Baan | Atleet              | Land | Reactie | Tijd  | Bijz. |
| ---- | ---- | ------------------- | ---- | ------- | ----- | ----- |
| 1    | 2    | Abderrahman Samba   | QAT  | 0,200   | 48,38 | Q     |
| 2    | 6    | Alison dos Santos   | BRA  | 0,152   | 48,42 | Q     |
| 3    | 8    | Abdelmalik Lahoulou | ALG  | 0,149   | 48,83 | Q, SB |
| 4    | 4    | Kemar Mowatt        | JAM  | 0,139   | 49,06 | Q     |
| 5    | 5    | Ludvy Vaillant      | FRA  | 0,152   | 49,23 | q     |
| 6    | 7    | Máté Koroknai       | HUN  | 0,151   | 49,80 |       |
| 7    | 3    | Chen Chieh          | TPE  | 0,158   | 50,96 | =SB   |

#### Serie 2
| Rang | Baan | Atleet                | Land | Reactie | Tijd  | Bijz. |
| ---- | ---- | --------------------- | ---- | ------- | ----- | ----- |
| 1    | 4    | Jaheel Hyde           | JAM  | 0,184   | 48,54 | Q     |
| 2    | 7    | Kenneth Selmon        | USA  | 0,185   | 48,61 | Q     |
| 3    | 8    | Hiromu Yamauchi       | JPN  | 0,184   | 49,21 | Q     |
| 4    | 9    | Constantin Preis      | GER  | 0,215   | 49,73 | Q     |
| 5    | 6    | Creve Armando Machava | MOZ  | 0,159   | 50,37 | SB    |
| 6    | 2    | Mohamed Amine Touati  | TUN  | 0,152   | 50,58 |       |
| 7    | 5    | Sergio Fernández      | ESP  | 0,152   | 51,51 |       |
| 8    | 3    | Ned Azemia            | SEY  | 0,151   | 51,67 |       |

#### Serie 3
| Rang | Baan | Atleet             | Land | Reactie | Tijd  | Bijz. |
| ---- | ---- | ------------------ | ---- | ------- | ----- | ----- |
| 1    | 8    | Karsten Warholm    | NOR  | 0,157   | 48,65 | Q     |
| 2    | 7    | Thomas Barr        | IRL  | 0,147   | 49,02 | Q     |
| 3    | 3    | Alessandro Sibilio | ITA  | 0,126   | 49,11 | Q     |
| 4    | 4    | Luke Campbell      | GER  | 0,145   | 49,19 | Q, SB |
| 5    | 5    | Wilfried Happio    | FRA  | 0,152   | 49,39 | q     |
| 6    | 6    | Márcio Teles       | BRA  | 0,154   | 49,70 | SB    |
| 7    | 2    | Gerald Drummond    | CRC  | 0,183   | 49,92 |       |

#### Serie 4
| Rang | Baan | Atleet          | Land | Reactie | Tijd  | Bijz. |
| ---- | ---- | --------------- | ---- | ------- | ----- | ----- |
| 1    | 2    | Kyron McMaster  | IVB  | 0,184   | 48,79 | Q     |
| 2    | 5    | Yasmani Copello | TUR  | 0,188   | 49,00 | Q     |
| 3    | 4    | Shawn Rowe      | JAM  | 0,157   | 49,18 | Q, SB |
| 4    | 6    | David Kendziera | USA  | 0,192   | 49,23 | Q     |
| 5    | 8    | Joshua Abuaku   | GER  | 0,169   | 49,50 | q, SB |
| 6    | 3    | Kazuki Kurokawa | JPN  | 0,154   | 50,30 |       |
| 7    | 7    | Jordin Andrade  | CPV  | 0,202   | 50,64 | SB    |

#### Serie 5
| Rang | Baan | Atleet            | Land | Reactie | Tijd  | Bijz. |
| ---- | ---- | ----------------- | ---- | ------- | ----- | ----- |
| 1    | 6    | Rai Benjamin      | USA  | 0,209   | 48,60 | Q     |
| 2    | 4    | Rasmus Mägi       | EST  | 0,160   | 48,73 | Q     |
| 3    | 3    | Sokwakhana Zazini | RSA  | 0,147   | 49,51 | Q, SB |
| 4    | 7    | Nick Smidt        | NED  | 0,181   | 49,55 | Q     |
| 5    | 3    | Vít Müller        | CZE  | 0,143   | 49,59 | q     |
| 6    | 8    | Takatoshi Abe     | JPN  | 0,166   | 49,98 |       |
| 7    | 5    | M. P. Jabir       | IND  | 0,167   | 50,77 |       |

### Halve finales
De eerste twee van elke halve finale kwalificeerden zich direct voor de finale (Q). Van de overgebleven atleten kwalificeerden de twee tijdsnelsten zich ook voor de finale (q).

#### Halve finale 1
| Rang | Baan | Atleet            | Land | Reactie | Tijd  | Bijz. |
| ---- | ---- | ----------------- | ---- | ------- | ----- | ----- |
| 1    | 7    | Karsten Warholm   | NOR  | 0,156   | 47,30 | Q     |
| 2    | 5    | Rai Benjamin      | USA  | 0,184   | 47,37 | Q     |
| 3    | 4    | Yasmani Copello   | TUR  | 0,183   | 47,88 | q, SB |
| 4    | 6    | Thomas Barr       | IRL  | 0,151   | 48,26 | SB    |
| 5    | 9    | Kemar Mowatt      | JAM  | 0,166   | 48,95 |       |
| 6    | 8    | Sokwakhana Zazini | RSA  | 0,150   | 48,99 | SB    |
| 7    | 3    | Ludvy Vaillant    | FRA  | 0,162   | 49,02 | SB    |
| 8    | 2    | Joshua Abuaku     | GER  | 0,179   | 49,93 |       |

#### Halve finale 2
| Rang | Baan | Atleet             | Land | Reactie | Tijd  | Bijz. |
| ---- | ---- | ------------------ | ---- | ------- | ----- | ----- |
| 1    | 7    | Alison dos Santos  | BRA  | 0,171   | 47,31 | Q, AR |
| 2    | 5    | Abderrahman Samba  | QAT  | 0,188   | 47,47 | Q, SB |
| 3    | 4    | Alessandro Sibilio | ITA  | 0,123   | 47,93 | q, PB |
| 4    | 6    | Kenneth Selmon     | USA  | 0,225   | 48,58 |       |
| 5    | 8    | Luke Campbell      | GER  | 0,153   | 48,62 | PB    |
| 6    | 9    | Shawn Rowe         | JAM  | 0,204   | 48,83 | PB    |
| 7    | 2    | Nick Smidt         | NED  | 0,164   | 49,35 | SB    |
| 8    | 3    | Vít Müller         | CZE  | 0,145   | 49,69 |       |

#### Halve finale 3
| Rang | Baan | Atleet              | Land | Reactie | Tijd    | Bijz. |
| ---- | ---- | ------------------- | ---- | ------- | ------- | ----- |
| 1    | 7    | Kyron McMaster      | IVB  | 0,179   | 48,26   | Q     |
| 2    | 6    | Rasmus Mägi         | EST  | 0,156   | 48,36   | Q, NR |
| 3    | 9    | David Kendziera     | USA  | 0,190   | 48,67   |       |
| 4    | 2    | Constantin Preis    | GER  | 0,186   | 49,10   |       |
| 5    | 5    | Abdelmalik Lahoulou | ALG  | 0,125   | 49,14   |       |
| 6    | 8    | Hiromu Yamauchi     | JPN  | 0,192   | 49,35   |       |
| 7    | 3    | Wilfried Happio     | FRA  | 0,130   | 49,49   |       |
| 8    | 4    | Jaheel Hyde         | JAM  | 0,159   | 1:27,38 |       |

### Finale
| Rang   | Baan | Atleet             | Land | Reactie | Tijd  | Bijz. |
| ------ | ---- | ------------------ | ---- | ------- | ----- | ----- |
| Goud   | 6    | Karsten Warholm    | NOR  | 0,145   | 45,94 | WR    |
| Zilver | 5    | Rai Benjamin       | USA  | 0,168   | 46,17 | AR    |
| Brons  | 7    | Alison dos Santos  | BRA  | 0,156   | 46,72 | AR    |
| 4      | 4    | Kyron McMaster     | IVB  | 0,157   | 47,08 | NR    |
| 5      | 8    | Abderrahman Samba  | QAT  | 0,186   | 47,12 | SB    |
| 6      | 3    | Yasmani Copello    | TUR  | 0,166   | 47,81 | =NR   |
| 7      | 9    | Rasmus Mägi        | EST  | 0,167   | 48,11 | NR    |
| 8      | 2    | Alessandro Sibilio | ITA  | 0,144   | 48,77 |       |

1900: John Tewksbury ·
1904: Harry Hillman ·
1908: Charles Bacon ·
1920: Frank Loomis ·
1924: Morgan Taylor ·
1928: David Burghley ·
1932: Bob Tisdall ·
1936: Glenn Hardin ·
1948: Roy Cochran ·
1952: Charles Moore ·
1956: Glenn Davis ·
1960: Glenn Davis ·
1964: Rex Cawley ·
1968: David Hemery ·
1972: John Akii-Bua ·
1976: Edwin Moses ·
1980: Volker Beck ·
1984: Edwin Moses ·
1988: André Phillips ·
1992: Kevin Young ·
1996: Derrick Adkins ·
2000: Angelo Taylor ·
2004: Félix Sánchez ·
2008: Angelo Taylor ·
2012: Félix Sánchez ·
2016: Kerron Clement ·
2020: Karsten Warholm ·
2024: Rai Benjamin